# 朱利安·迪比克
朱利安·迪比克（法語：Julien Dubuque，1762年1月—1810年3月24日）為一名具有諾曼人血統的法裔加拿大人，愛荷華州迪比克及是以他命名。朱利安是首位在該區域定居的歐洲人。1788年，他取得了梅斯克瓦基族村落的許可，在當地開採鉛礦，西班牙則在1796年承認其開採權，並將土地贈與朱利安。
在取得美斯夸基族的鉛礦開採許可後，朱利安此生就再也沒離開該地區。他與美斯夸基族酋長皮奧斯塔成為好友，並以皮奧斯塔的名字命名在該地區附近的另一個城市－皮奧斯塔。一般認為朱利安與皮奧斯塔的女兒－波托薩（Potosa）結髮，但也有人認為這件事從沒發生。主張朱利安結過婚的一方，認為在信件中提到的迪比克夫人只的就是朱利安的妻子。朱利安死後，當地的美斯夸基族為其建造了一個木造墓穴，19世紀時被改建為一座宏偉的紀念石碑。
波托薩這個名字常出現在名為波托希（Potosi）的奇幻故事裡，是一座位於迪比克北方的威斯康辛小鎮，在1830年左右因鉛礦開採而建立。

## 歷史遺物

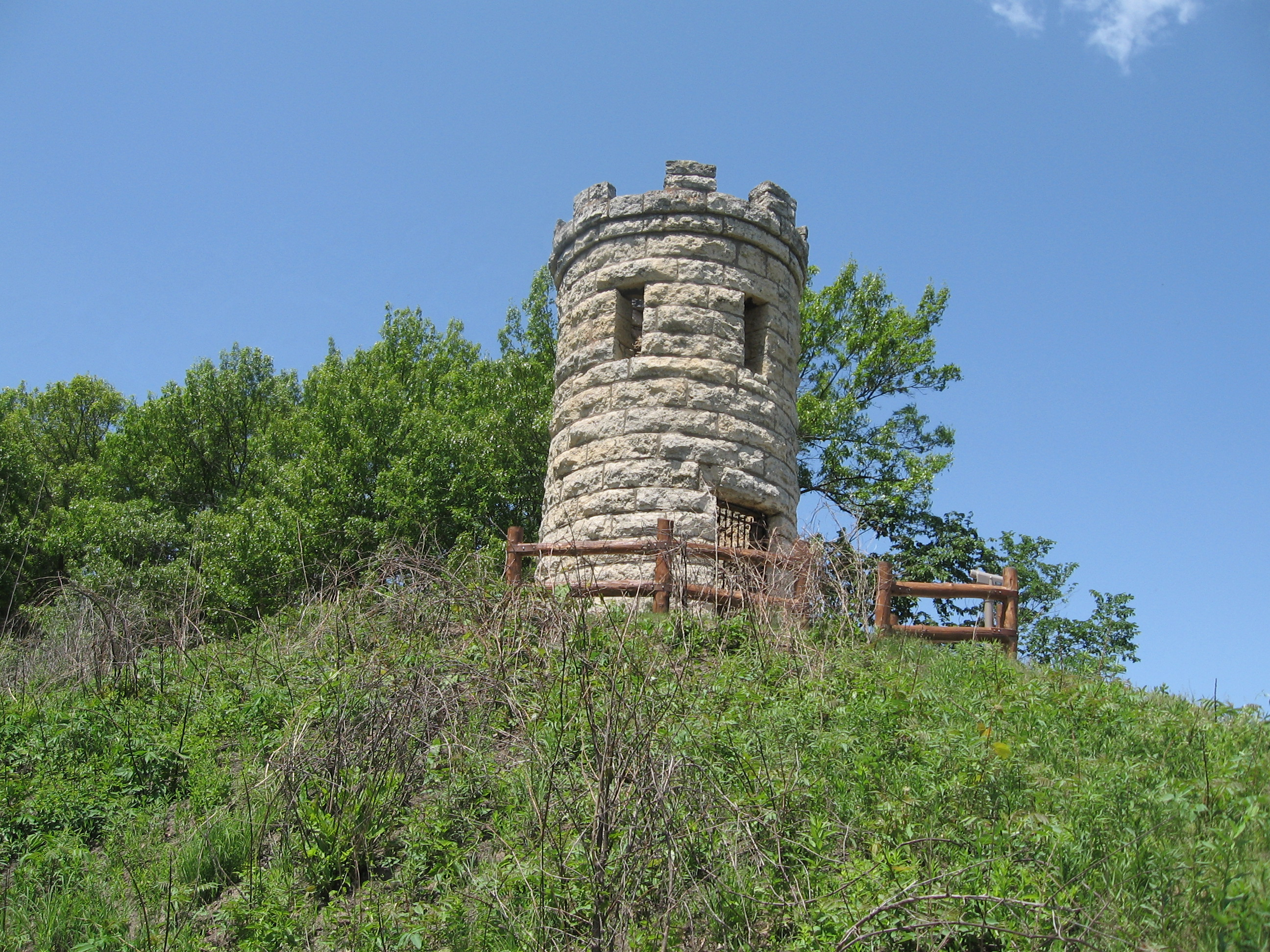
朱利安·迪比克紀念碑

朱利安因作為首位在愛荷華地區定居的歐洲人，因而名留青史。他也是當地美洲原住民的忠實盟友，此外他也十分慷慨，常協助他的好友，但這也使他的晚年深受債務所苦。
愛荷華地區開始有大量歐洲人遷入後，原先朱利安開採鉛礦的地方則被以他的姓氏－迪比克命名，以此紀念他的貢獻。該地也常被稱作迪比克的礦坑（DuBuque's Mines）。朱利安的安息地和紀念碑坐落於西班牙礦業國家休憩區暨E·B·萊昂茲自然中心內一處密西西比河旁的懸崖上。

## 朱利安面像重建
2012年，迪比克縣歷史學會和美國國家密西西比河博物館暨水族館館長一同請求嫌犯素描師凱倫·T·泰勒根據朱利安的遺骨進行面像重建。朱利安在1810年去世後，他被埋葬於俯瞰密西西比河的高處，19世紀後期，原先的木造墓穴被改建成石灰岩紀念碑，當時就有對朱利安的遺骨拍下良好的影像紀錄，而現今朱利安的遺骨被安葬在數英尺深的水泥之下，因此泰勒只能依照留下的照片和當時人們的生活習慣描繪朱利安可能的面貌。朱利安的面貌素描現今存放並展出在愛荷華州迪比克縣國家密西西比河博物館暨水族館。

## 相關圖片

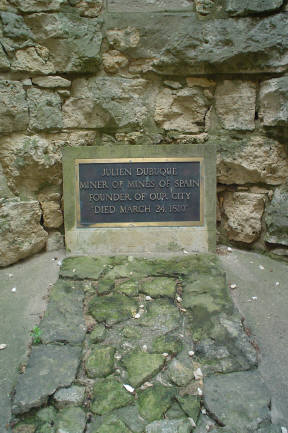
朱利安·迪比克的墓碑
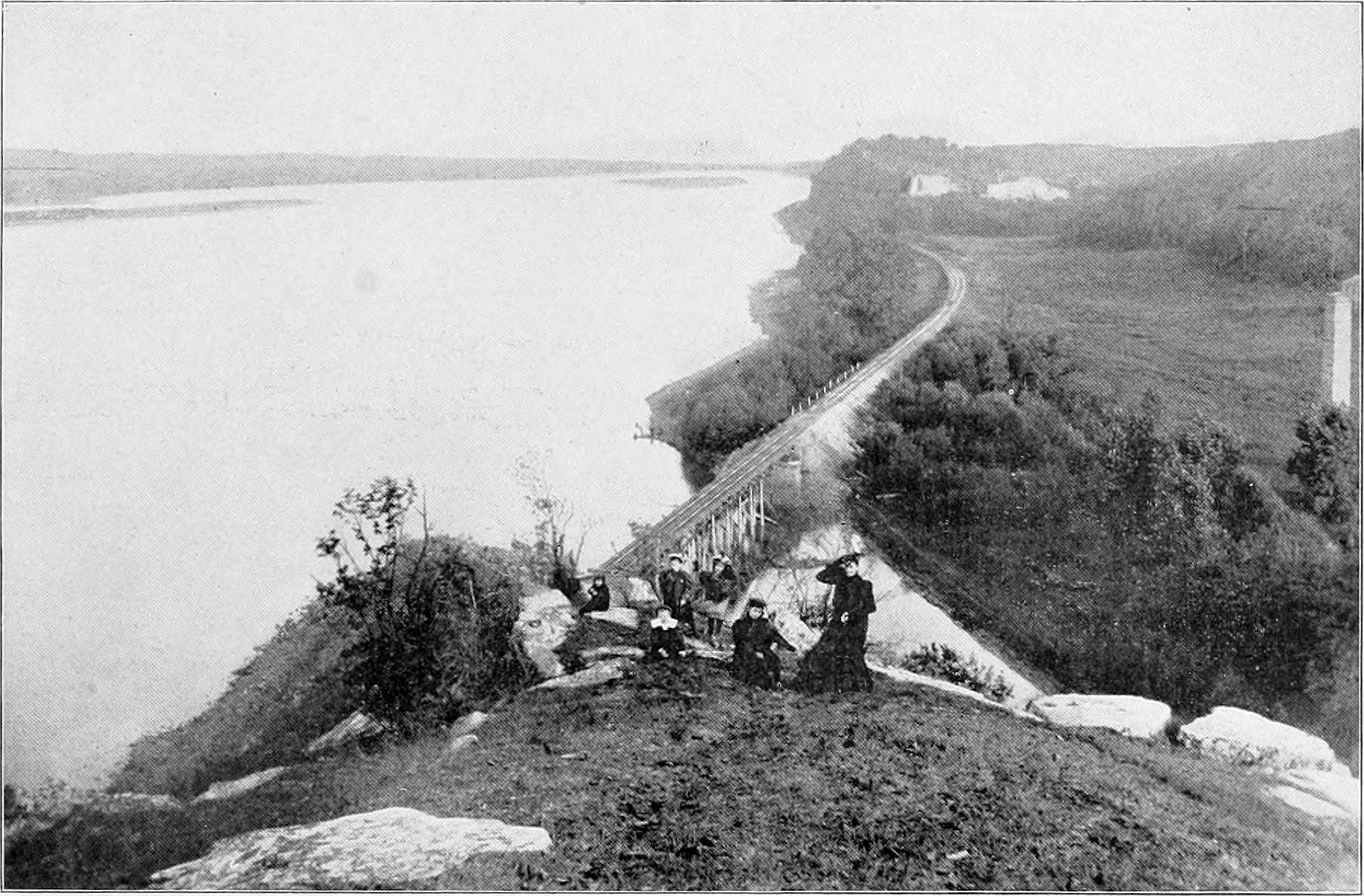
1897年，朱利安·迪比克的墓碑
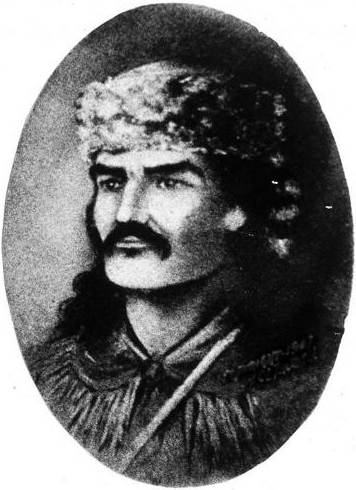
藝術家對朱利安的想像素描

## 註腳
1. ↑  Tassé, Joseph. . 1878.
2. ↑  Tassé, Joseph. . E. Senécal. 1871: 241.

## 外部連結
- 愛荷華歷史專案 （页面存档备份，存于）
- The National Mississippi River Museum （页面存档备份，存于）